# Trachelyichthys exilis
Trachelyichthys exilis är en fiskart som beskrevs av Greenfield och Glodek, 1977. Trachelyichthys exilis ingår i släktet Trachelyichthys och familjen Auchenipteridae. Inga underarter finns listade i Catalogue of Life.